# Angela Hacker
Pour les articles homonymes, voir Hacker.
Angela Hacker est une chanteuse de musique country née en 1978, gagnante de la cinquième saison (2007) de l'émission de télé-réalité Nashville Star.
C’est la sœur de Zac Hacker, qui a fini second à la même compétition.
Elle est originaire de Muscle Shoals dans l'Alabama mais vit maintenant près du Tennessee, à Florence avec son fils.
Son premier album, The Winner Is Angela Hacker, est sorti le 3 avril 2007.